# Трудова міграція в Україні
Трудова́ мігра́ція в Украї́ні — пересування особи з метою тимчасового працевлаштування, що супроводжується перетинанням державного кордону (зовнішня трудова міграція) або меж адміністративно-територіальних одиниць України (внутрішня трудова міграція). За даними представництва ООН в Україні (станом на 2009), кожен п'ятий українець є потенційним мігрантом і хотів би виїхати з населеного пункту, в якому живе. При цьому з тих, хто вирішив їхати, близько 15 % зробили свій вибір на користь іншої місцевості в Україні і лише 5 % мають намір виїхати за межі держави.
Станом на 2021 рік найбільше заробітчан їде до Польщі (2-3 млн постійно там перебувають і до 7 млн під час сезонних робіт).

## Історія
Трудова еміграція почалася у 1877 коли перша хвиля українських переселенців, прибувши із Закарпаття до США, влилася в лави шахтарів штату Пенсільванія. Найбільше ж українські селяни прагнули одержати для сільськогосподарського обробітку земельну ділянку - гомстед (земельна ділянка, яка надавалася з державних земельних фондів на пільгових умовах у США та Канаді тим, хто бажав вести фермерське господарство).
Масова еміграція західноукраїнського селянства розпочалася у 80-х pp. XIX ст., а найбільших розмірів досягла на початку XX ст. 
Наприкінці XIX століття не набагато меншою за кількістю була українська іммігрантська громада Канади. Переважну більшість становили галицькі та буковинські українці. Вони селилися на безлюдних місцях Західної Канади, де й одержували гомстеди. Отримавши власне господарство, сусіди по гомстедах будували свої житла, утворювали поселення з церквою, школою, поштою. Так виникли українські селища. Як і українці-першопоселенці у США, їхні земляки в Канаді одне з перших своїх селищ також назвали Україною.
Відбувалася вона у формах постійної переселенської й тимчасової заробіткової еміграції. Постійна переселенська еміграція відбувалася переважно до Бразилії, Аргентини, США і Канади. На тимчасові сезонні роботи західноукраїнські селяни щорічно виїздили до сусідніх країн – Угорщини, Західної Австрії, Німеччини, Румунії, Росії, Франції та інших країн.
Основна маса постійних емігрантів вирушала за океан. Для організації набору й перевезення переселенців існували спеціальні компанії. їхні агенти розповсюджували листівки, у яких змальовували принадні умови переїзду та поселення на нових землях, обіцяли селянам можливість безкоштовного отримання землі, добру платню у промисловому та сільськогосподарському виробництві. Агенти компаній були зацікавлені у збільшенні кількості емігрантів, оскільки отримували за кожного завербованого гроші: за дорослого – 5 доларів і 2 долари за дитину. При цьому умови перевезення через океан більшості західноукраїнських селян вельми нагадували транспортування африканських рабів у минулі часи. За другу половину XIX ст. зі Східної Галичини й Північної Буковини виїхало в пошуках кращої долі за океан близько 250 тис. осіб. Закарпаття упродовж 1871–1900 pp. залишили 170 тис. переселенців.

## Внутрішня міграція
Постійні внутрішні трудові міграції в Україні загалом відбувалися на початку 1990-х років між містами: 40 % — переважно з малих міст у великі, 30 % припадає на переселення з села в місто, 15 % — з міста в сільську місцевість і тільки 10 % — між селами. 70 % усіх цих потоків зосереджено в межах своїх областей. У середині 1990-х років ця загальна тенденція дещо порушилася через невизначеність з умовами проживання у містах у період економічної кризи. Проте пізніше вона знову набрала попереднього вигляду.
Незначні міжобласні потоки мігрантів в основному спрямовуються із західного регіону на схід та у південні області. Частину з них в минулому становили організовані мігранти, переселення яких стимулювала держава. Найбільше додатне сальдо міжрегіональних міграцій 1999 року було характерне для Києва (6,7 ‰, тобто 6,7 на 1000 осіб) та Дніпропетровської, Черкаської, Полтавської областей, міста Севастополя (0,8 ‰), найменше — для Кіровоградської (-2,0 ‰).
Маятникові міграції, як правило, здійснюються у великі міста з сіл і малих міст. На території України сформувалися два великі райони інтенсивних маятникових трудових міграцій: східний (Донецька і Луганська області) та західний (Львівська, Івано-Франківська, Чернівецька, Закарпатська). Цьому сприяли густа мережа транспортних шляхів у них, а також високий рівень розвитку індустрії на Донбасі та велика густота сільського населення у західних областях.

### Причини
Посилення територіальної міграції населення на регіональному рівні пояснюється такими причинами:
- структурною перебудовою економіки і пов'язаними з нею зростанням безробіття, процесами роздержавлення власності й приватизації, які супроводжуються збільшенням мобільності капіталу, його інтенсивним міжгалузевим і географічним переливом;
- нерівномірністю в розміщенні продуктивних сил, суттєвими відмінностями в соціально-економічних умовах життя в селі й у місті, у різних регіонах країни;
- різким погіршенням екологічної ситуації в окремих регіонах;
- інтенсифікацією загальнонаціональних міграційних процесів;

Загалом, основними причинами внутрішніх трудових міграцій в Україні є такі три фактори:
1. обмежені можливості працевлаштування, особливо в сільській місцевості,
2. низька заробітна плата вдома,
3. більша престижність роботи на підприємствах та установах великих міст.

### Загальні риси.
- концентрація робочої сили у великих містах й економічних центрах;
- міграції відбуваються між регіонами, областями, населеними пунктами за класичними схемами місто — місто, село — місто, село — село і т. ін., при чому найчастіше до більших за розмірами населених пунктів; міграції типу місто — село, тобто до менших населених пунктів, майже не спостерігаються;
- більш розповсюджена внутрішня трудова міграція жителів сільських населених пунктів;
- зменшення розмірів сезонної міграції. У середині 1990-х сезонна міграція була поширена майже по всій Україні, оскільки, багато людей з міста майже кожного літа їздили в колгоспи на різні сільськогосподарські чи будівельні роботи, збори врожаю. Найчастіше, така міграція відбувалася із західних областей у східні та південні. У Херсонській, Одеській, Миколаївській, Запорізькій областях збирали врожай пшениці, помідорів, цибулі, винограду (Крим), їздили обробляти буряки у Вінницьку, Хмельницьку тощо. Зі спадом виробництва, наприклад, цукру, зменшились і сезонні міграції;
- збільшення обсягів маятникової міграції та збільшення радіусу притягання великих міст. На сучасному етапі в межах України виділяють три райони притягання інтенсивних маятникових міграцій: Донецько-Макіївська агломерація, Київська агломерація, а також міста областей західного регіону України — Закарпатської, Львівської, Івано-Франківської і Чернівецької області (головною причиною розвитку інтенсивний маятникових міграцій у названому регіоні є висока густота сільських і міських поселень та сприятлива вікова структура);
- збільшення соціальної мобільності населення, включення у міграційні процеси різних вікових, професійних груп населення.

### Географія
За попередніми даними Держкомстату за 2011 рік в межах України,
| Регіон           | Прибуло, осіб | Вибуло, осіб |
| ---------------- | ------------- | ------------ |
| Донецька обл.    | 48 503        | 50 592       |
| м. Київ          | 44 977        | 36 814       |
| Дніпровська обл. | 43 888        | 45 234       |
| Харківська обл.  | 40 497        | 40 131       |
| Київська обл.    | 33 557        | 26 081       |

Причому, для Києва і Київської області характерне значне переважання прибулих над вибулими.
Найбільше людей вибуло з Кіровоградської, Рівненської, Луганської, Херсонської та Хмельницької областей.
У цілому по Україні в 2011 році мігрували 139,5 осіб на кожні 10 тисяч наявного населення. У порівнянні з 2010 роком (142 особи) цей показник зменшився.
Для більшості регіонів України характерна від'ємна внутрішня міграція. Так, у 2011 році позитивний приріст внутрішньої міграції спостерігався лише в 7 областях: Київській (4,4 ‰), АР Крим (0,7 ‰), Одеській (0,6 ‰), Чернівецькій (0,6 ‰), Волинській (0,5 ‰), Івано-Франківській (0,2 ‰), Харківській (0,1 ‰), а також містах Києві (2,9 ‰) і Севастополі (2,5 ‰). У порівнянні з 2010 роком ситуація майже не змінилась, але в порівнянні з, наприклад, 2007-им видно відмінності: цей список покинула Дніпропетровська область, а приріст у Київ та Севастополь зменшились (для Києва — у 2,5 рази).
Для таких індустріально-розвинених областей, як Донецька, Запорізька та Луганська, де рівень зайнятості та заробітної плати є відносно високим порівняно з середніми показниками по країні, також характерна від'ємна внутрішня міграція (попри одні з найвищих рівнів притоку мігрантів), що свідчить про певну соціальну нестійкість у даних регіонах.
Для регіонів з несприятливою ситуацією на ринках праці, віддалених від Київської області та м. Києва, але близько розташованих від кордону й країн, що є значно розвиненішими за Україну, властивою є тенденція до переміщення робочої сили за кордон у формі як легальної, так і нелегальної трудової міграції.
Стійке зростання чисельності населення демонструє лише м. Київ, а також Київська область, що пояснюється збільшенням радіусу маятникових трудових міграцій до Києва (що, у свою чергу, може пояснюватись безумовним престижем столиці, але надзвичайно високими цінами на оренду житла в місті). Поряд з високим рівнем зайнятості та заробітної плати коефіцієнт приросту населення за рахунок міграції у Києва та Київської області є найвищим по Україні. Невипадково частка населення у працездатному віці в Києві є також найвищою серед регіонів і становить 66,4 %, тоді, як у цілому в Україні вона дорівнює 60,6 %. Отже, Київ відіграє роль специфічного соціально-економічного ядра, який притягує до себе робочу силу з решти менш розвинених регіонів України.

## Зовнішня міграція

### Еміграція
Відкриття кордонів створило можливості для досягнення громадянами основної мети еміграції — підвищення рівня життя шляхом тимчасових поїздок за кордон з метою заробітку. Це спричинило зростання тимчасової трудової міграції, яка в 2010-х роках сягнула 2–3 млн осіб (Польща — 300 тис. заробітчан, Італія — 200 тис., Чехія — 200 тис., Португалія — 150 тис., Іспанія — 100 тис., Туреччина — 35 тис., США — 20 тис. заробітчан). Чисельність українців, котрі працюють у РФ, оцінюється в 1 млн осіб. Трудова міграція забезпечує добробут багатьох сімей, є джерелом валютних надходжень (у 2010-х роках 4–6 млрд доларів США щорічно).
Станом на 2018 рік, за кордоном працювало 17,8% працездатного населення України.
Станом на 2019 рік, за даними Мінсоцполітики на постійній основі за кордоном працює 3,2 млн українців, а в окремий період — від 7 до 9 млн осіб.
Станом на 2021 рік, найбільше виїздять на заробітки до Польщі — 3 млн. заробітчан постійно і до 7 млн на сезонні роботи. Також популярні Чехія (друге місце за популярністю після Польщі, від 140 до 180 тис заробітчан постійно), Іспанія, Італія, Португалія, Німеччина, Фінляндія, Британія та Швеція.
Згідно статистики МОМ в Україні, станом на 2008 рік, лідерами за областями з трудових мігрантів були такі регіони:
| Регіон                    | Рівень       |
| ------------------------- | ------------ |
| Закарпатська область      | дуже високий |
| Чернівецька область       | дуже високий |
| Львівська область         | високий      |
| Волинська область         | високий      |
| Івано-Франківська область | високий      |
| Тернопільська область     | високий      |
| Хмельницька область       | високий      |
| Черкаська область         | високий      |
| Вінницька область         | середній     |
| Рівненська область        | середній     |

За результатами дослідження, проведеного експертами європейської комісії «Caritas International» на 2011 рік ~4,5 млн трудових мігрантів з України перебувають за кордоном, з яких 1,7 млн — у країнах ЄС. За іншими оцінками, це число коливається від 2 до 7 млн.
Чинники, що спричиняють міграції, є зовнішніми та внутрішніми.

### Зовнішні причини
- ємний ринок праці західних країн,
- приваблива матеріальна оцінка трудової діяльності,
- постійне зростання попиту розвинутих країн на працю іноземців.

Так, станом на 2021 рік в Польщі і Чехії середня зарплата втричі вища, ніж в Україні за приблизно таких же споживчих цін. В таких країнах, як Іспанія та Португалія зарплата ще вища. Найвища зарплата в Італії, Німеччині, Британії та Скандинавії, але там значно вищі ціни на проживання. Крім того, Польща із 2007 року значно спростила умови праці для мігрантів. Більшість українських заробітчан працюють в Польщі офіційно і застраховані.

### Внутрішні
- недостатність робочих місць,
- значна різниця в оплаті на батьківщині й за кордоном,
- соціально-економічна криза,
- спад виробництва,
- загострення економічних протиріч,
- дискомфорт від загальної нестабільності в Україні,
- широко поширена корупція,
- відсутність можливостей для розвитку і самореалізації,
- незахищеність від зловживань з боку владних структур.

Ієрархія мотивів, які зумовлюють поїздки за кордон:
1. заробіток задля поліпшення житлових умов (купівлі квартири чи побудова будинку), придбання машини або інших дорогих товарів тривалого вжитку;
2. заробіток задля задоволення поточних життєвих потреб — харчування, придбання необхідних товарів повсякденного вжитку (одягу тощо);
3. накопичення коштів для оплати навчання дітей у вищих навчальних закладах;
4. накопичення стартового капіталу для створення власного бізнесу або розвитку своєї справи;
5. мотиви нематеріального характеру (побачити світ, здобути певні трудові навички, поліпшити знання мови тощо).

Тривалість перебування більшості мігрантів за кордоном істотно зросла. Якщо в середині 90-х років однозначно переважали кількаденні виїзди (т. зв. «човники»), а більше місяця тривали не більше 20 % поїздок, то тепер найпоширенішими виявилися поїздки терміном від 1 до 6 місяців (~1/2 від загальної кількості поїздок). На такий термін виїжджають здебільшого до Польщі, Чехії, Німеччини. Кожна п'ята поїздка, спрямована переважно до Італії, Іспанії, Португалії, тривала ще довше — у середньому 1,5—2 роки.
У структурі трудової міграції громадян України за ступенем легальності можна виділити чотири рівні:
- Офіційна трудова міграція — фіксується офіційною статистикою, оскільки громадяни для перетину кордону зазначають трудову діяльність як мету виїзду і є легальними трудовими мігрантами в приймаючих країнах.
- Неофіційна легальна міграція — не може бути відстежена статистикою, оскільки поїздки за кордон відбуваються з декларованою метою туризму, відвідування родичів тощо, з подальшим працевлаштуванням та реєстрацією в країні-реципієнті; учасники таких поїздок стають цілком легальними трудовими мігрантами в країнах-реципієнтах.
- Успішна нелегальна міграція — поїздки за кордон, пов'язані з незареєстрованою зайнятістю видами діяльності, дозволеними законодавством відповідних країн.
- Міграція жертв злочинних угруповань — торгівля людьми та інші випадки перебування громадян України в нелюдських умовах або зайнятість протиправною діяльністю за кордоном не з власної волі.

Основними сферами, де зайняті працівники-мігранти є:
- будівництво (здебільшого чоловіки),
- сільське господарство (збирання врожаю; як чоловіки так і жінки),
- домашнє господарство (прибирання домівки, готування їжі, доглядання дітей та немічних людей похилого віку; переважно жінки),
- сфера торгівлі та сервісу (у т. ч. — готельний бізнес).

З початку 90-х розширилося охоплення трудовою міграцію населення України. Якщо першими до неї включилися мешканці столиці, великих міст, де люди були більш інформованими і мобільними, існували зв'язки із зарубіжними країнами, поступово все активнішими ставали жителі різних за величиною поселень. Так, за даними загальнонаціонального соціологічного моніторингу, на сьогодні в потоках тимчасової трудової міграції за кордон найбільш широко представлено населення малих міст (33 % виявлених домогосподарств мігрантів) та сільської місцевості (28 %).
Канали трудової міграції українських громадян (Е. М. Лібанова та ін.):
- самостійний пошук місця роботи (передусім у державах, з якими Україна не має візового режиму);
- використання туристичних агенцій, через які громадяни України легально як туристи потрапляють до країн, з якими Україна має візовий режим, і нелегально працюють на їх території;
- використання послуг суб'єктів господарської діяльності з посередництва у працевлаштуванні за кордоном;
- запрошення українських фахівців безпосередньо іноземною стороною.

Виділяють 3 хвилі зовнішніх трудових міграцій з України у 2-й половині 20 століття:
1. До 1990-х років — малочисельні зовнішні трудові міграції, від'їжджала культурна та інтелектуальна еліта.
2. 1990-1995 роки — відтік трудових ресурсів за кордон чисельніший (кваліфіковані і досвідчені фахівці), розширюється географія виїзду.
3. Починаючи з 1995 року виїзд за кордон стає масовим (різна кваліфікація працівників).

Закономірності зовнішніх трудових міграцій з України:
- Найбільше трудових мігрантів за кордон проживає в прикордонних територіях.
- За кордон в більшій мірі від'їжджають жителі сільських місцевостей.
- Основна частка мігрантів мають вік 30-50 років.
- Одружені люди більш залучені до трудової міграції, ніж неодружені.
- Чоловіки більшою мірою є потенційними фактичними мігрантами.

### Географія
Дані офіційної статистики не відображають дійсні масштаби трудової міграції за кордон. Українців щороку за кордоном працює від 1 до 3 млн осіб, за іншими даними від 2 до 7 млн осіб. Найбільше українців-мігрантів працює в Польщі (приблизно 2 млн постійно, до 7 млн під час сезонних робіт) до 2014 року найбільше заробітчан працювало в Росії (від 1 до 3 млн). За даними Уповноваженого Верховної Ради України з прав людини (2004 р.), у Польщі кожного року працює майже 300 тис. осіб, Чехії — 200 тис., Португалії — 150 тис., Іспанії і Італії — по 100 тис., Греції — 50 тис., менше — у Туреччині, Ізраїлі, країнах Північної Європи, Прибалтики, Близького Сходу.
Із західного регіону України (Рівненська, Волинська, Львівська, Закарпатська, Чернівецька, Івано-Франківська, Тернопільська області) за даними 2005 р. 35 % трудових мігрантів їдуть в Італію, 20 % — в Росію, 19 % — в Іспанію; з центрального регіону (Хмельницька, Вінницька, Кіровоградська, Черкаська, Київська, Чернігівська, Житомирська, Полтавська, Сумська області) 45 % — в Росію, 27 % — в Італію; з південно-східного регіону (Одеська, Миколаївська, Херсонська, Запорізька, Дніпропетровська, Донецька, Луганська, Харківська, АРК) 53 % — в Росію, 11 % — в Італію.
У західному регіоні деклароване бажання до праці за кордоном висловили 37 % респондентів, 22 % — у центральному регіоні і 24 % — у південно-східному (дані 2005 р.).

## Наслідки

### Позитивні
- надходження до України додаткової іноземної валюти у формі грошових переказів трудових емігрантів та інвестування коштів в економіку через створення спільних підприємств з іноземними засновниками; (За даними НБУ в 2019 році трудові мігранти переказали в Україну $12 млрд[14])
- сприяння інтеграції України до світового ринку праці;
- надання працеспроможному населенню можливості реалізувати свої здібності за кордоном, підвищити рівень кваліфікації, поліпшити матеріальне становище;
- спонукання продуктивнішої діяльності українських працівників через створення конкуренції з закордонними фахівцями.
- послаблення потоку безробіття на національний ринок праці, зниження соціальної напруженості в суспільстві.

### Негативні
- дає прихований вклад у зменшення населення України;
- збільшення тиску на національний ринок праці внаслідок створення іноземними громадянами конкуренції місцевій робочій силі;
- втрата Україною найконкурентоспроможнішої частини власної робочої сили (особливо науковців і фахівців), що призводить до уповільнення темпів науково-технічного прогресу;
- втрата кваліфікації, оскільки особи з високим рівнем професійної підготовки здебільшого виконують за кордоном малокваліфіковану роботу;
- вкладання державою коштів у підготовку фахівців для потреб власної економіки (затрати на навчання на всіх освітніх рівнях), які, в результаті, створюють додану вартість за межами країни;
- трудова міграція, як масове явище, не сприяє наповненню пенсійного і соціального фондів через відсутність відрахувань від заробітної плати заробітчан;
- втрата Україною іноземної валюти, що вивозиться іммігрантами як власні заощадження;
- лише 3,6 % заробітчан організовують власну справу;
- відтік грошей, зароблених українськими мігрантами, з українських банків в західні внаслідок неспокою;
- дискримінація та експлуатація наших громадян з боку місцевих роботодавців;
- виникнення політичних та економічних претензій до України з боку країн-реципієнтів у зв'язку зі збільшенням нелегальної трудової міграції українців;
- зростання злочинності та соціальної напруженості у суспільстві через міжнаціональні конфлікти.
- розповсюдження соціального сирітства, у дітей батьки яких довготривало перебувають закордоном на заробітках виникає нестача батьківської уваги, деформуються родинні цінності, виховується легковажне ставлення до життя. Хоча на сьогоднішній день не ведеться жодної статистики щодо кількості дітей, чиї батьки виїхали на заробітки за кордон;
- проблема реадаптації робітників, які повертаються після роботи за кордоном і відвикли від місцевих умов праці та життя.

## Імміграція

### Особливості
Законом про імміграцію встановлюються квоти, в 2011 році вони були на рівні 7 тисяч осіб, але в межах цієї квоти працевлаштування не здійснюється. В українських роботодавців існує механізм тимчасового працевлаштування поза квотою. Щорічно в межах цього механізму працевлаштовується 10-15 тисяч іноземців, і зараз ми маємо тенденцію до їх збільшення.
В Україні через нестачу робочої сили працевлаштовуються громадяни Азербайджану, Узбекистану, Пакистану, Непалу, Бангладеш, Філіппін та держав Африки. Трудові мігранти працюють в галузях будівництва, логістиці, сільському господарстві та виробництві, у сфері обслуговування.
2025 року «ДП «Ламелла» у Тячівській міській територіальній громаді, котре спеціалізується на виготовленні меблів планує залучити 160 громадян з Бангладеш.

#### Наслідки
Позитивні:
- забезпечення за рахунок іноземної робочої сили покриття дефіциту фахівців рідкісних професій та кваліфікацій в Україні;
- спонукання продуктивнішої діяльності українських працівників через створення конкуренції з закордонними фахівцями.

Негативні:
- збільшення тиску на національний ринок праці внаслідок створення іноземними громадянами конкуренції місцевій робочій силі;

## Шляхи вирішення проблем
Система заходів внутрішнього спрямування:
- створення робочих місць (цілеспрямовано створювати робочі місця в таких галузях, як сільське господарство, легка, текстильна і хімічна промисловість, тобто там, де сьогодні використовується праця мігрантів в Європі)[18];
- вирішити питання підвищення рівня оплати праці;
- обмеження «тіньової» економіки та «тіньової» зайнятості тощо.
- комплексна оцінка міграційних потоків, ситуації в регіонах та їх потенціалу і розробка нормативно-правових документів, які б забезпечили виконання вищеперерахованих заходів.

Зовнішні заходи мають забезпечити:
- цивілізовані форми виїзду працівників за кордон;
- можливість вільного повернення додому працівників;
- гарантії українським громадянам захисту їхніх трудових прав за кордоном;
- підписання відповідних міждержавних угод та удосконалення чинного законодавства в частині ліцензування фірм для проведення працевлаштування за кордоном.
- здійснення постійного аналізу масштабів нелегальної трудової міграції за межі України та проведення всіх можливих, в рамках законодавства, заходів для попередження цього явища і запобігання торгівлі людьми.